# Carvalho de Egas
Carvalho de Egas ist ein Ort und eine ehemalige Gemeinde (Freguesia) im portugiesischen Kreis Vila Flor. Die Gemeinde hatte 114 Einwohner (Stand 30. Juni 2011).
Am 29. September 2013 wurden die Gemeinden Carvalho de Egas und Candoso zur neuen Gemeinde União das Freguesias de Candoso e Carvalho de Egas zusammengeschlossen.